# Nordharz
Nordharz é um município da Alemanha, situado no distrito de Harz, no estado de Saxônia-Anhalt. Tem 96,42 km² de área, e sua população em 2019 foi estimada em 7.781 habitantes.